# Meigenia nana
Meigenia nana là một loài ruồi trong họ Tachinidae.